# Mario Amadori
Pour les articles homonymes, voir Amadori.
Mario Amadori (né le 27 septembre 1886 à Vérone et mort le 1er août 1941  à Modène) est un chimiste et un universitaire italien.

## Biographie
Diplômé de l'université de Padoue en 1908, Mario Amadori y a ensuite été assistant du professeur Bruni à l'institut de chimie générale jusqu'en 1926, puis professeur de chimie pharmaceutique à l'université de Modène. Il est élu doyen de la faculté en 1940.
Il a écrit plusieurs manuels de chimie organique et inorganique. On associe son nom à l'une des étapes des réactions de Maillard, le réarrangement d'Amadori, ainsi nommé par R. Kuhn et F. Weygand en 1937 en l'honneur des expériences fondatrices d'Amadori. Celui-ci démontra, entre 1925 et 1931, que la condensation du D-glucose avec les amines aromatiques p-phenetidine, p-anisidine et p-toluidine donnait deux isomères structurellement différents qui n'étaient pas des anomères. 